# 行廊镇
行廊镇，是中华人民共和国湖南省郴州市嘉禾县下辖的一个乡镇级行政单位。

## 行政区划
行廊镇下辖以下地区：胡家村,邓家村
行廊茶场社区、行廊机关社区、行廊村、行市村、长圳村、邝家村、沙坪村、高宅村、门头村、侯寨村、白竹园村、五百洞村、禾木岭村、定里村、新屋场村、洞水塘村、水冲岭村、小湖村和嘉禾矿社区。